# Radio Society of Bermuda
Die Radio Society of Bermuda (RSB), deutsch „Bermudischer Amateurfunkverband“, wörtlich „Funkgesellschaft von Bermuda“, ist die nationale Vereinigung der Funkamateure auf Bermuda.
Die RSB wurde 1950 gegründet. Die Mitgliedschaft steht allen am Amateurfunk interessierten Menschen offen, ganz egal, wo sie wohnen. Die RSB verfügt über ein eigenes QSL-Kartenbüro in der Hauptstadt Hamilton. Sie betreibt ein VHF-Funkrelais (Repeater) bei 146 MHz, das sich auf dem Gelände des Prospect Camps, einer ehemaligen Garnison, in der Mitte der Insel befindet.
Die RSB ist Mitglied in der International Amateur Radio Union (IARU Region 2), der internationalen Vereinigung von Amateurfunkverbänden, und vertritt dort die Interessen der Funkamateure Bermudas.